# Turmhügel Lughof
Der Turmhügel Lughof ist eine abgegangene mittelalterliche Wasserburg vom Typus einer Turmhügelburg (Motte) auf 360 m ü. NHN nahe Lughof, einem Ortsteil der Gemeinde Ortenburg im Landkreis Passau in Bayern. Über diese Burg sind keine geschichtlichen oder archäologischen Informationen bekannt. Sie wird grob als mittelalterlich datiert. Die Stelle ist als Bodendenkmal Nummer D-2-7445-0028 „mittelalterlicher Turmhügel“ geschützt.

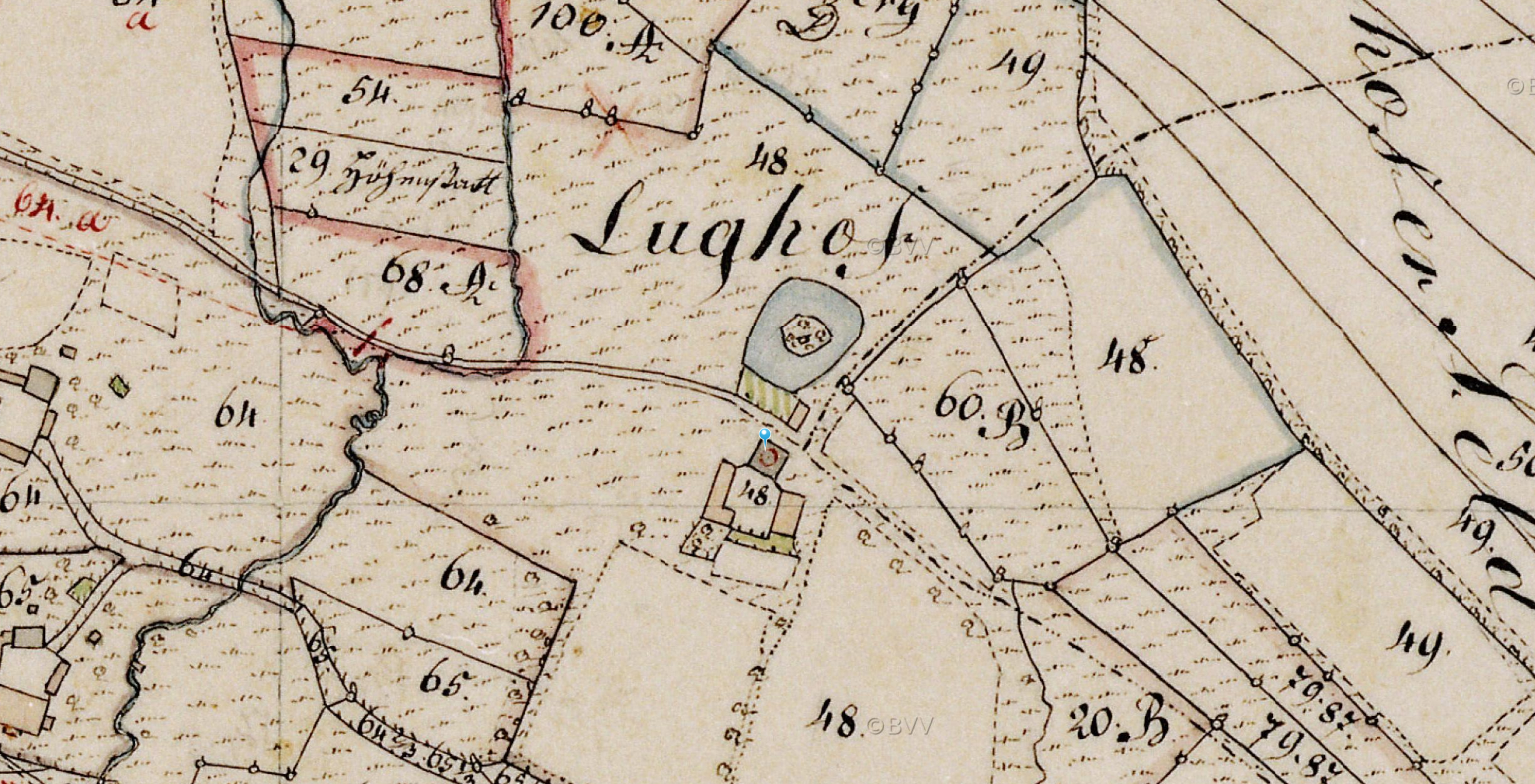
Die Burgstelle auf einem vergrößerten Ausschnitt der Bayerischen Uraufnahme (1808 bis 1864)

## Beschreibung
Die Burgstelle liegt im breiten Tal des Hübinger Baches, unmittelbar nördlich von Lughof. Sie besteht aus einer Insel mit einem Durchmesser von 15 Metern, die von einem wassergefüllten Ringgraben vollständig umgeben ist. Die Burgstelle ist sorgfältig gepflpegt, ein Steg führt heute zu der Insel, auf der eine Holzhütte errichtet wurde. Daneben stehen eine hölzerne Kapelle und eine große Brunnenschale.